# フェラーリ・126C4
フェラーリ126C4 (Ferrari 126C4) は、スクーデリア・フェラーリが1984年のF1世界選手権参戦用に開発したフォーミュラ1カー。ハーベイ・ポスルスウェイトが設計した。

## 126C4
126C4は、バンク角120度のV6ターボ（Compressore）エンジン搭載マシンの4代目である。
1984年のレギュレーションではレース中の再給油が禁止され、燃料タンク容量が220Lに制限された。ウェーバーとマニエッティ・マレリが共同開発した電子制御燃料噴射装置を導入し、ティーポ031エンジンは公称660馬力（予選モードで800馬力）の出力を発生した。車体は126C3と同じく、ラジエターやインタークーラーを後方に配置し、短いサイドポンツーンで覆うアローシェイプが特長だった。エンジンカウルはロールバーが露出したフラットな形状となり、左右2つのNACAダクトから吸気を行った。
シーズン中盤にはラジエター配置を縦から横に変更、ホイールベースを延長し、リアサスペンションをプルロッドからプッシュロッドに変更した。この改良型は126C4Mとも呼ばれる。"M"はイタリア語のModificato（モディフィカート）の略で、「改造された (modified) 」という意味がある。
終盤戦では、アンダーパネルとディフューザーによりグラウンド・エフェクトを獲得する新トレンドに従い、空力処理を刷新した126C4M2 が登場した。ラジエター位置を前進させ、サイドポンツーンをマクラーレンのジョン・バーナードが編み出した、縦長で後方を絞り込んだ形状（コークボトルライン）と似たものにした。

## 1984年シーズン

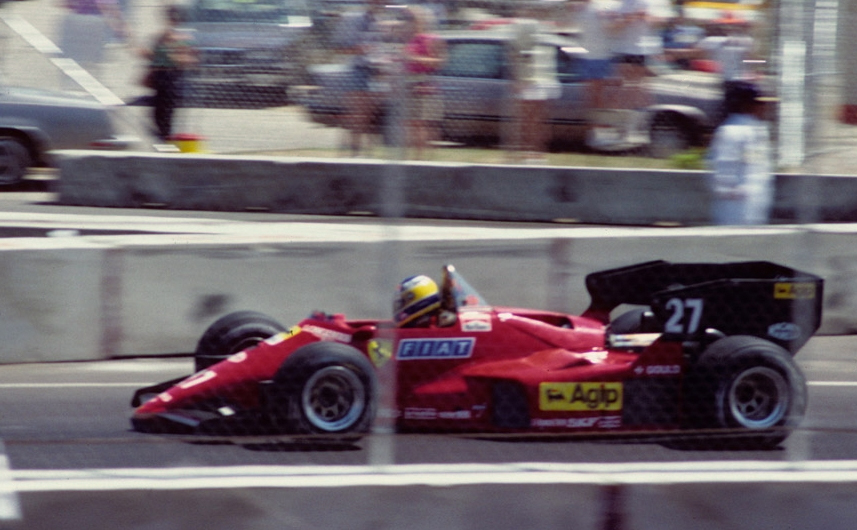
1984年ダラスGPにてミケーレ・アルボレートがドライブする126C4

開幕戦ブラジルGPから投入され、第3戦ベルギーGPでは予選フロントローを独占。チームに新加入したミケーレ・アルボレートがポール・トゥ・ウィンで優勝を果たした。
しかし、それ以外では2位4回が最高成績であり、2台揃って予選10位以下というレースが4回あった。コンストラクターズ・ランキングで2位を獲得したが、シーズン16戦中12勝を果たしたマクラーレン・MP4/2の前には影が薄く、獲得ポイントではダブルスコア以上の86点差という大差をつけられた。フェラーリはこのシーズンから1999年まで15年間タイトルから遠ざかることになる。

## スペック

### 全般
- 全長 4,115 mm
- 全幅 2,125 mm
- 全高 1,080 mm
- 重量 540 kg

### シャーシ
- シャーシ名 126C4
- シャーシ構造 カーボン/ケブラー複合素材 モノコック
- ホイルベース 2,600 mm
- 前トレッド 1,786 mm
- 後トレッド 1,665 mm
- クラッチ ボーク＆ベック
- ブレーキキャリパー ブレンボ
- タイヤ グッドイヤー
- ギヤボックス 5速横置きマニュアル

### エンジン
- エンジン名 Tipo 031
- 気筒数・角度 V型6気筒ツインターボ・120度
- 排気量 1,496.4cc
- ボア・ストローク 81 × 48.4 mm
- 最大馬力 660 ps / 11,000 rpm
- 最高速度 320 km/h
- スパークプラグ チャンピオン
- 燃料・潤滑油 アジップ

## 記録
| 年   | No. | ドライバー   | 1   | 2   | 3   | 4   | 5   | 6   | 7   | 8   | 9   | 10  | 11  | 12  | 13  | 14  | 15  | 16  | ポイント | ランキング |
| 年   | No. | ドライバー   | BRA | RSA | BEL | SMR | FRA | MON | CAN | USE | USA | GBR | GER | AUT | NED | ITA | EUR | POR | ポイント | ランキング |
| ---- | --- | ------------ | --- | --- | --- | --- | --- | --- | --- | --- | --- | --- | --- | --- | --- | --- | --- | --- | -------- | ---------- |
| 1984 | 27  | アルボレート | Ret | 11  | 1   | Ret | Ret | 6   | Ret | Ret | Ret | 5   | Ret | 3   | Ret | 2   | 2   | 4   | 57.5     | 2位        |
| 1984 | 28  | アルヌー     | Ret | Ret | 3   | 2   | 4   | 3   | 5   | Ret | 2   | 6   | 6   | 7   | 11  | Ret | 5   | 9   | 57.5     | 2位        |

- 太字はポールポジション、斜字はファステストラップ。(key)
- 小数点未満の0.5点は、ハーフポイントレースとなった第6戦モナコGPの成績（6位）によるもの。